# Вокзал Бейры
Железнодорожный вокзал Бейры (порт. Estação Ferroviária da Beira) — центральный железнодорожный вокзал города Бейра в Мозамбике; является отправной точкой для двух железнодорожных линий, соединяющих Бейру с Зимбабве и мозамбикской провинцией Тете.

## История
Железнодорожная компания «Beira Junction Railway Company» получила концессию на строительство вокзала в городе Бейра в период между 1930 и 1938 годами. Однако из-за финансовых трудностей, связанных со Второй мировой войной, практической реализации данные планы не получили. В 1950-е годы попытки построить вокзал возобновились и в 1957 году компания, совместно с мэрией, объявила архитектурный конкурс, на который подал заявку только один архитектор — Пауло де Мело Сампайо.
После этого городской архитектор Бейры, Хосе Бернардино Рамалете, собрал команду из трёх архитекторов, базировавшихся в городе: Франсишку Хосе де Кастро, Паулу де Мело Сампайу и Жоау Гаризу ду Карму. Группа представила свой проект в 1959 году и два года спустя министерство финансов Португалии одобрило начало строительных работ. Работы фактически начались в 1963 году, а открытие станции состоялось 1 октября 1966 года. Здание вокзала состоит из двух частей: семиэтажного административного здания и собственно вестибюля вокзала с залом высотой в 57 метров. Вокзал Бейры продолжил функционировать и после обретения Мозамбиком независимости: в 1975 году все железнодорожные компании были национализированы и вокзал стал управляться государственной компанией CFM.